# 東京商工会議所

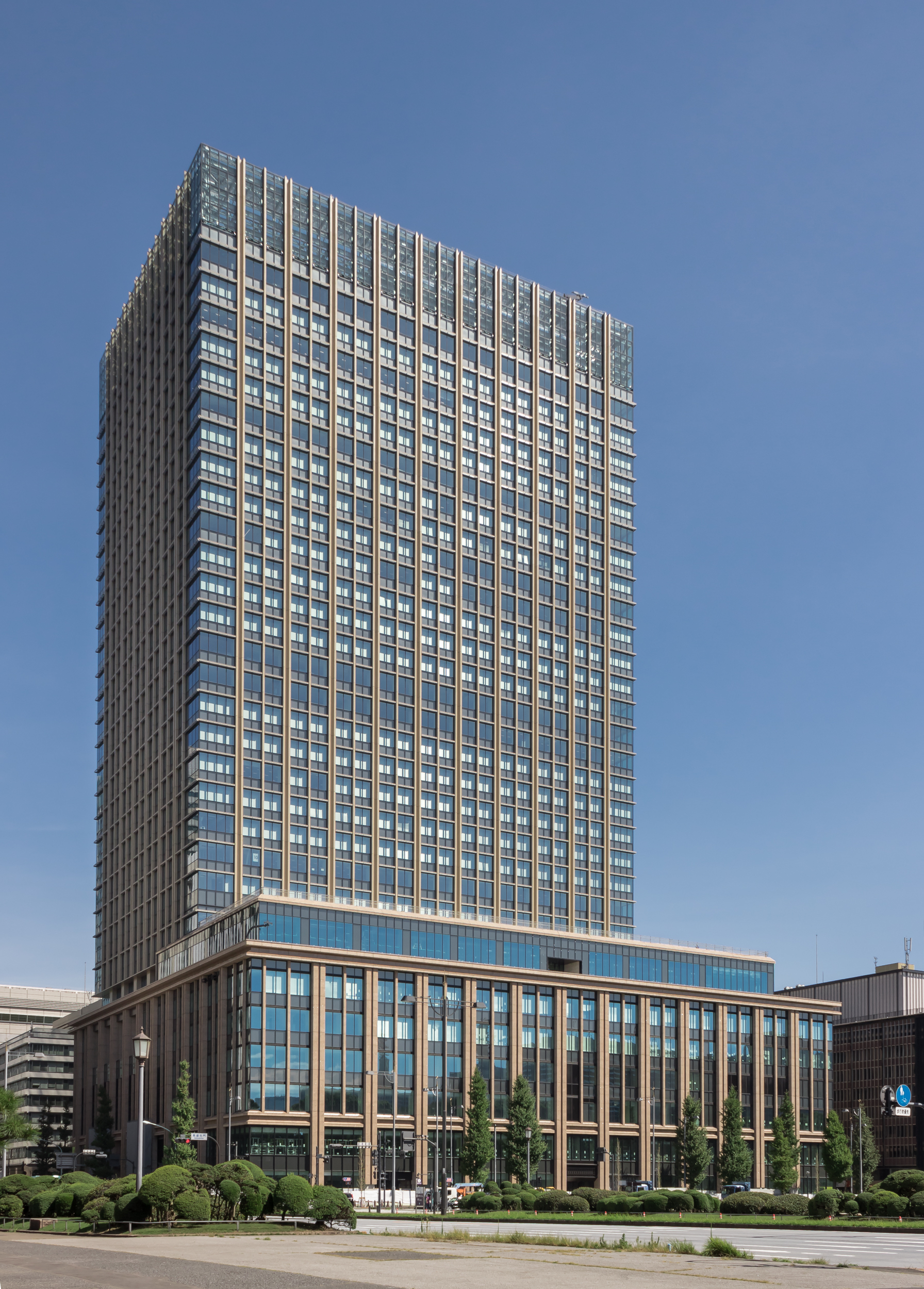
東京商工会議所（丸の内二重橋ビル）

東京商工会議所（とうきょうしょうこうかいぎしょ、略称：東商、英称：The Tokyo Chamber of Commerce and Industry、英略称：TCCI）は、東京都区部（東京23区）に事業所をおく企業・団体で運営されている商工会議所。
商工会議所は一般に市等の一定地区ごとに組織されるが、東京都区部(東京23区)は23区全体に対して一つの商工会議所が組織され、その下に各区ごとの東商の支部が設置されている。また、東京都全体の商工会議所を管轄する東京都商工会議所連合会に加盟している。
会頭は、慣例として日本商工会議所会頭を兼任する。会員数は約8万件。

## 沿革
1877年（明治10年）12月27日、渋沢栄一・益田孝・福地源一郎・大倉喜八郎らが、東京商法会議所設立を出願した。
1878年（明治11年）3月12日に認可され、東京商法会議所として設立。初代会頭は渋沢栄一。1891年（明治24年）7月、東京商業会議所、1928年（昭和3年）1月より東京商工会議所となる。
歴代会頭

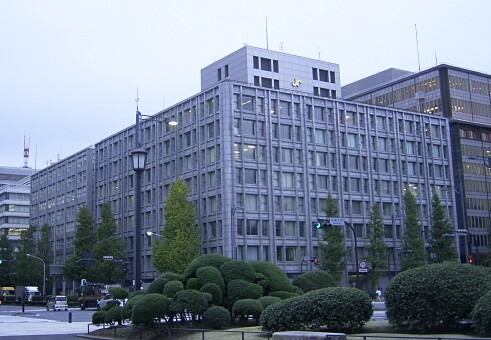
旧東京商工会議所ビル（現存せず）

- 初代：渋沢栄一（1878.3-1905.4）
- 2代：中野武営（1905.4-1917.7）
- 3代：藤山雷太（1917.7- ）

（以降は日本商工会議所#歴代会頭参照）

## 施設
東京商工会議所ビル、富士ビルヂング、東京會舘ビルの3棟の一体建て替えプロジェクトで完成した丸の内二重橋ビルにおいて、東商は地下2階～地上6階の一部を区分所有する。
1階のエントランスは日比谷通り、馬場先通りに面し総合案内と各種展示会が可能な多目的スペースが配され、エレベーターホールでは既存ビルで使用の大理石を再利用し、先代からのビルの歴史を継承している。5階には移動観覧席と電動昇降ステージを備えた東商グランドホール（現渋沢ホール）（最大500席）のほか、8室の会議室が設けられた。

## 東商検定
- カラーコーディネーター検定試験
- ビジネス実務法務検定試験
- 福祉住環境コーディネーター検定試験
- 国際会計検定 (BATIC)
- 環境社会検定試験 （eco検定）
- ビジネスマネジャー検定試験

## 事件
- 東商企業・会員情報流出問題

2015年6月10日に当商工会議所の職員のパソコンに「標的型メール」によって、外部の不正アクセスを受け、1万件余りの情報が流出した可能性があることが明らかにされた。